# Yitzhak ha-Sangari
 (décembre 2013).
Si vous disposez d'ouvrages ou d'articles de référence ou si vous connaissez des sites web de qualité traitant du thème abordé ici, merci de compléter l'article en donnant les références utiles à sa vérifiabilité et en les liant à la section « Notes et références ».
 (juillet 2014).

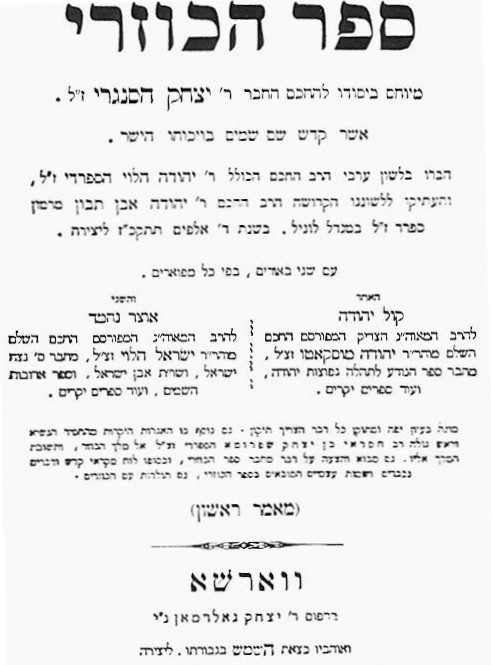
Couverture de l'édition en hébreu du Kuzari faite à Varsovie en 1880. Quoique le rabbin du Kuzari ne soit pas nommé, la couverture fait référence à Yitzhak ha-Sangari.

Yitzhak ha-Sangari est le nom du rabbin qui a converti la royauté Khazar au judaïsme, selon des sources juives médiévales. Selon Douglas Morton Dunlop (en), le nom d'Isaac Sangari est peut- être pas attesté avant le XIIIe siècle, quand il est mentionné par Nahmanide. 

« J'ai été précédée par le rabbin Yitzhak ha-Sangeri, compagnon [haver] pour le roi des Khazars, qui s'est converti par ce sage un certain nombre d'années dans Turgema [terre de Togarma, à savoir les Turcs], comme il est connu de plusieurs livres. La responsa [rabbinique] et les paroles précieuses et sages de ce sage, qui montrent sa sagesse dans la Torah et la Kabbale et d'autres domaines sont dispersés dans différents livres [] en arabe. Le sage Rabbi Yehuda Halevi, le poète, de l'Espagne, les trouva et les mettre dans son livre, en arabe, et il a été traduit dans notre langue [en hébreu] ... »